# Danh sách chế độ quân chủ theo thứ tự kế vị

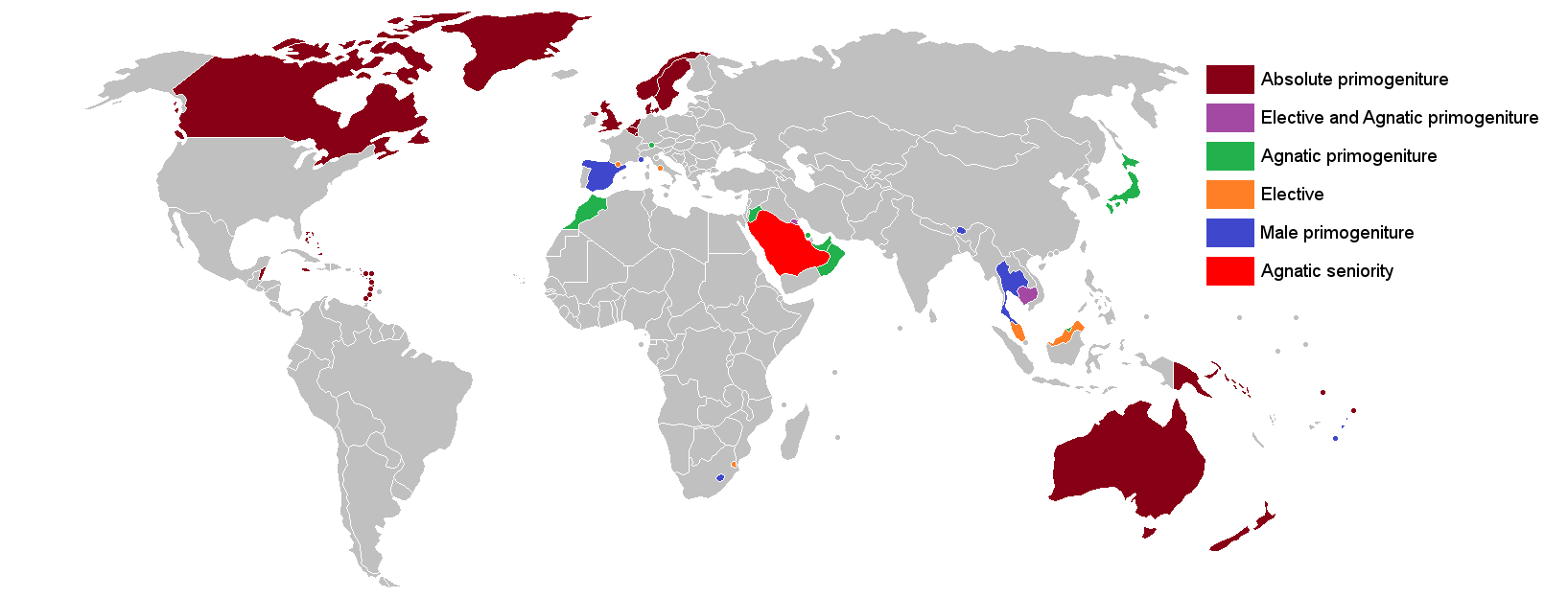
Quân chủ các nước theo chế độ kế vị.
Chế độ kế thừa con trưởng (không phân biệt nam nữ)
Tuyển chọn và Chế độ kế thừa con trưởng (chỉ chọn nam giới)
Chế độ kế thừa con trưởng (chỉ chọn nam giới)
Tuyển chọn
Chế độ kế thừa con trưởng (ưu tiên nam giới)
Chế độ kế thừa huynh đệ

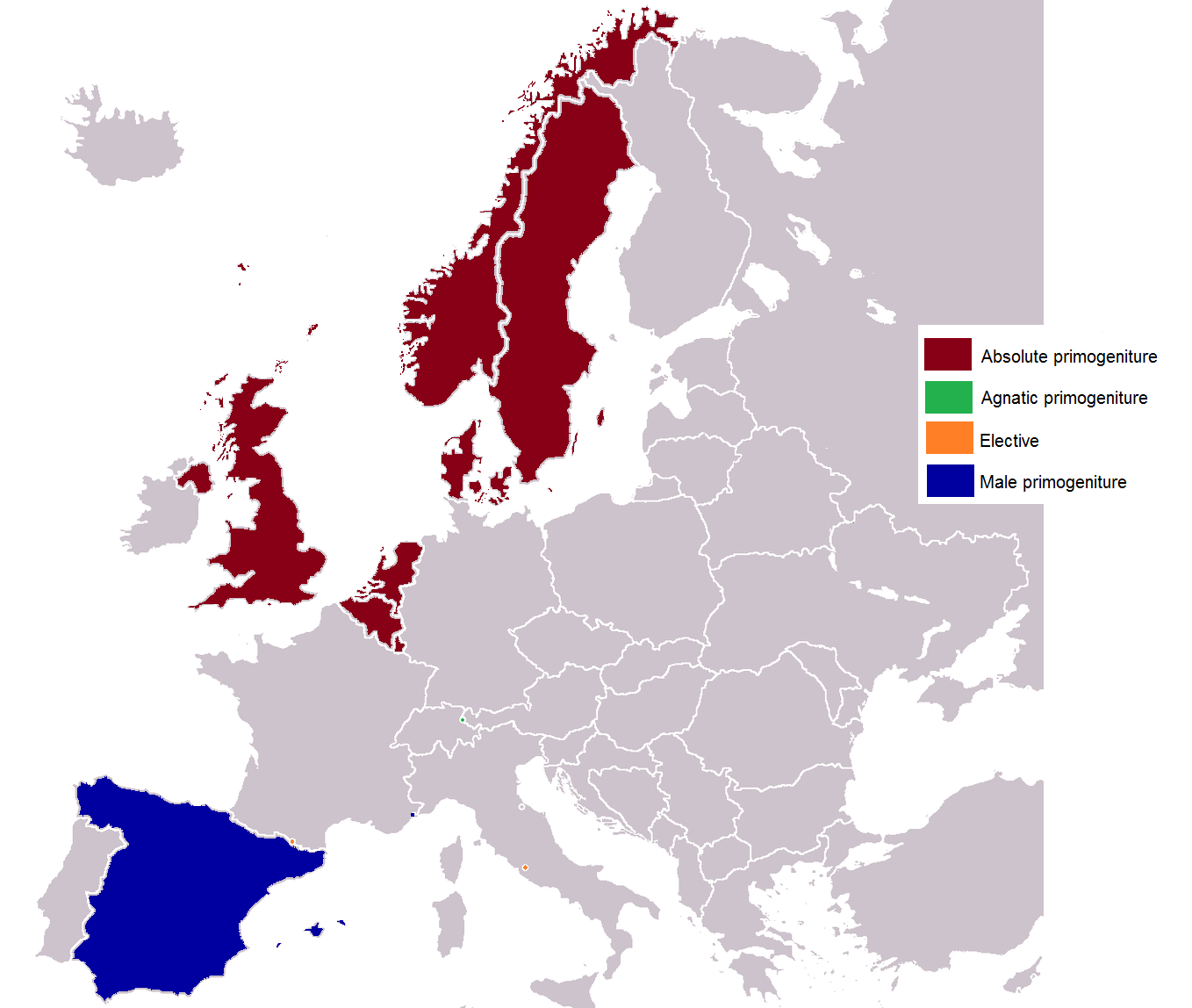
Quân chủ Châu Âu theo chế độ quân chủ
Chế độ kế thừa con trưởng (không phân biệt nam nữ)
Chế độ kế thừa con trưởng (chỉ chọn nam giới)
Tuyển chọn
Chế độ kế thừa con trưởng (ưu tiên nam giới)

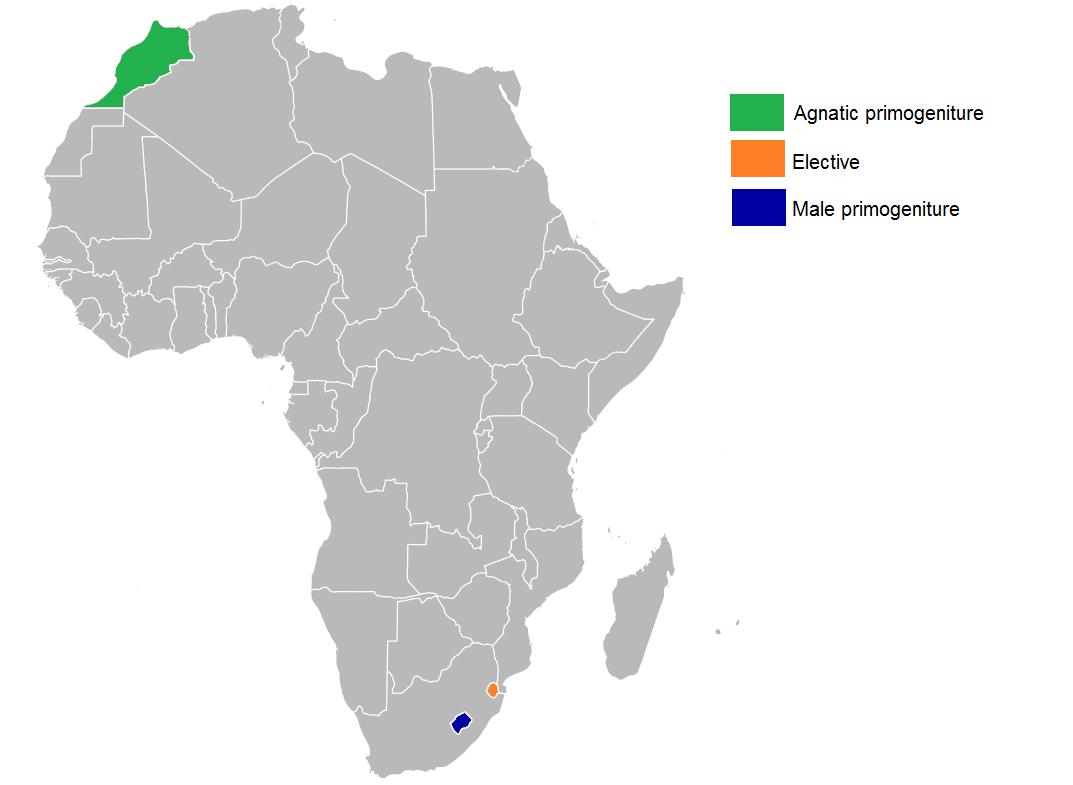
Quân chủ Châu Phi theo chế độ quân chủ.
Chế độ kế thừa con trưởng (chỉ chọn nam giới)
Tuyển chọn
Chế độ kế thừa con trưởng (ưu tiên nam giới)

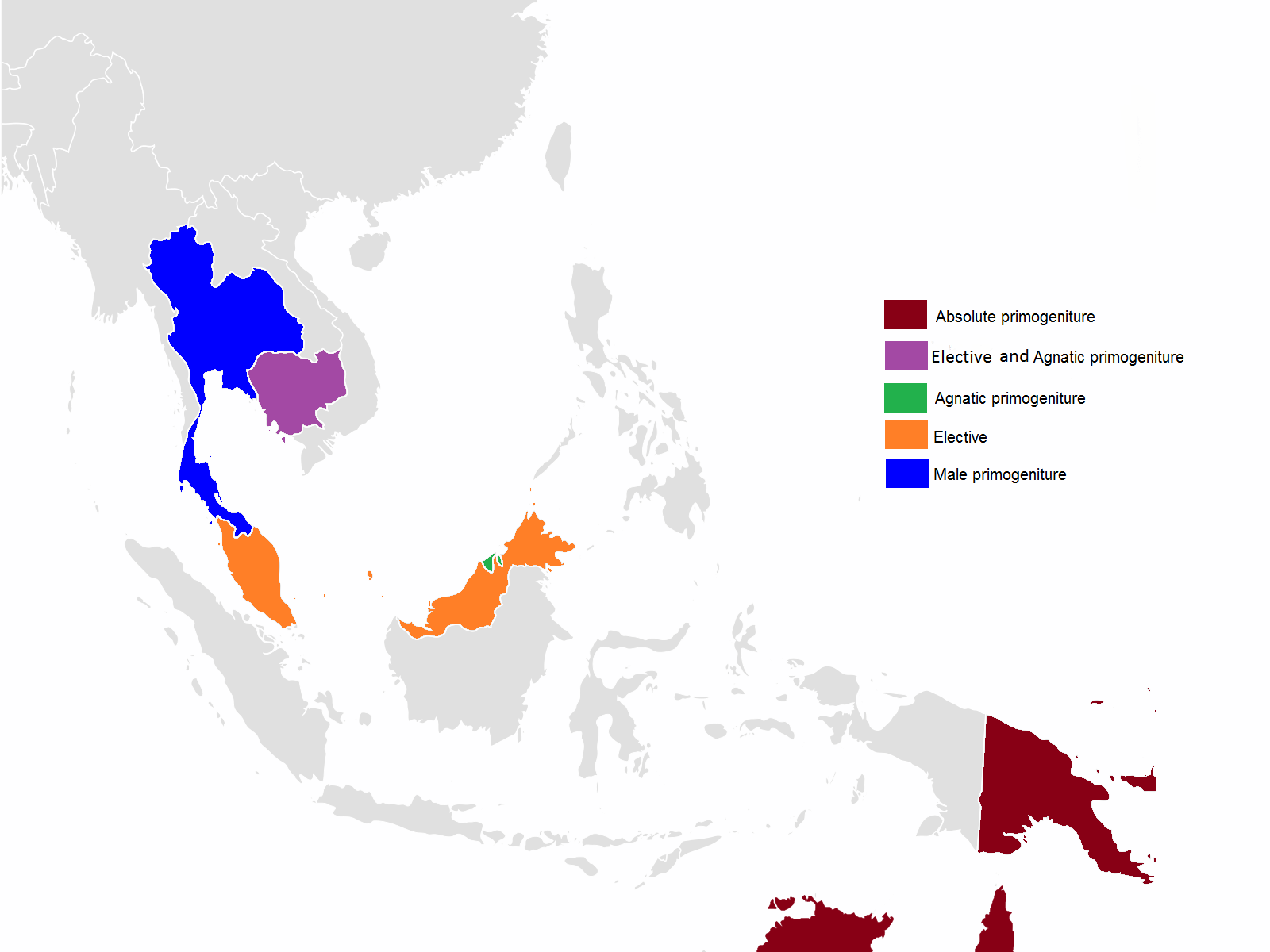
Quân chủ Đông Nam Á theo chế độ quân chủ.
Chế độ kế thừa con trưởng (không phân biệt nam nữ)
Tuyển chọn và Chế độ kế thừa con trưởng (chỉ chọn nam giới)
Chế độ kế thừa con trưởng (chỉ chọn nam giới)
Tuyển chọn
Chế độ kế thừa con trưởng (ưu tiên nam giới)

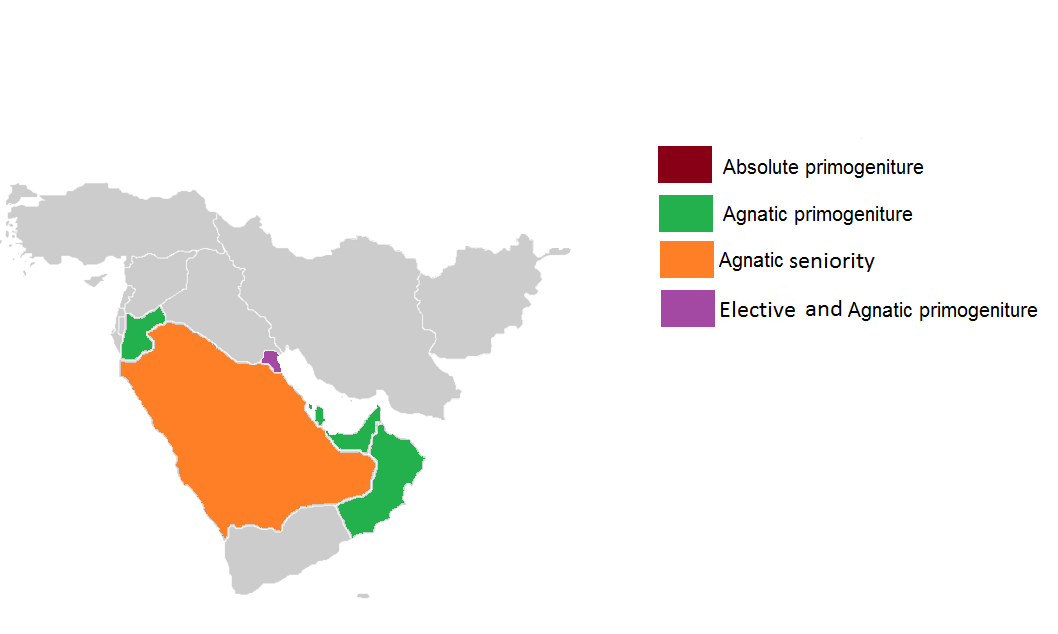
Quân chủ Trung Đông theo chế độ kế vị
Chế độ kế thừa con trưởng (chỉ chọn nam giới)
Tuyển chọn và Chế độ kế thừa con trưởng (chỉ chọn nam giới)
Chế độ kế thừa con trưởng (chỉ chọn nam giới)
Chế độ kế thừa huynh đệ
Chế độ kế thừa con trưởng (ưu tiên nam giới)

Đây là danh sách các chế độ quân chủ hiện tại theo thứ tự kế vị (chế độ kế thừa con trưởng và tuyển chọn).

## Quân chủ hiện tại
| Quân chủ                             | Tước hiệu nguyên thủ  | Chế độ                                                      |
| ------------------------------------ | --------------------- | ----------------------------------------------------------- |
| Thân vương quốc Andorra              | Đồng Thân vương       | Tuyển chọn                                                  |
| Antigua và Barbuda                   | Nữ vương              | Chế độ kế thừa con trưởng (không phân biệt nam nữ)          |
| Thịnh vượng chung Australia          | Nữ vương              | Chế độ kế thừa con trưởng (không phân biệt nam nữ)          |
| Thịnh vượng chung Bahamas            | Nữ vương              | Chế độ kế thừa con trưởng (không phân biệt nam nữ)          |
| Barbados                             | Nữ vương              | Chế độ kế thừa con trưởng (không phân biệt nam nữ)          |
| Vương quốc Bahrain                   | Quốc vương            | Chế độ kế thừa con trưởng (chỉ chọn nam giới)               |
| Vương quốc Bỉ                        | Quốc vương            | Chế độ kế thừa con trưởng (không phân biệt nam nữ)          |
| Belize                               | Nữ vương              | Chế độ kế thừa con trưởng (không phân biệt nam nữ)          |
| Vương quốc Bhutan                    | Quốc vương            | Chế độ kế thừa con trưởng (ưu tiên nam giới)                |
| Brunei Darussalam                    | Sultan                | Chế độ kế thừa con trưởng (chỉ chọn nam giới)               |
| Vương quốc Campuchia                 | Quốc vương            | Tuyển chọn và Chế độ kế thừa con trưởng (chỉ chọn nam giới) |
| Canada                               | Nữ vương              | Chế độ kế thừa con trưởng (không phân biệt nam nữ)          |
| Vương quốc Đan Mạch                  | Nữ vương              | Chế độ kế thừa con trưởng (không phân biệt nam nữ)          |
| Grenada                              | Nữ vương              | Chế độ kế thừa con trưởng (không phân biệt nam nữ)          |
| Jamaica                              | Nữ vương              | Chế độ kế thừa con trưởng (không phân biệt nam nữ)          |
| Nhật Bản                             | Thiên hoàng           | Chế độ kế thừa con trưởng (chỉ chọn nam giới)               |
| Nhà nước Kuwait                      | Emir                  | Tuyển chọn và Chế độ kế thừa con trưởng (chỉ chọn nam giới) |
| Vương quốc Hashemite Jordan          | Quốc vương            | Chế độ kế thừa con trưởng (chỉ chọn nam giới)               |
| Vương quốc Lesotho                   | Quốc vương            | Chế độ kế thừa con trưởng (ưu tiên nam giới)                |
| Công quốc Liechtenstein              | Thân vương            | Chế độ kế thừa con trưởng (chỉ chọn nam giới)               |
| Đại Công quốc Luxembourg             | Đại công tước         | Chế độ kế thừa con trưởng (không phân biệt nam nữ)          |
| Malaysia                             | Yang di-Pertuan Agong | Tuyển chọn                                                  |
| Thân vương quốc Monaco               | Thân vương            | Chế độ kế thừa con trưởng (ưu tiên nam giới)                |
| Vương quốc Ma Rốc                    | Quốc vương            | Chế độ kế thừa con trưởng (chỉ chọn nam giới)               |
| Vương quốc Hà Lan                    | Quốc vương            | Chế độ kế thừa con trưởng (không phân biệt nam nữ)          |
| New Zealand                          | Nữ vương              | Chế độ kế thừa con trưởng (không phân biệt nam nữ)          |
| Vương quốc Na Uy                     | Quốc vương            | Chế độ kế thừa con trưởng (không phân biệt nam nữ)          |
| Sultanate Oman                       | Sultan                | Chế độ kế thừa con trưởng (chỉ chọn nam giới)               |
| Nhà nước Độc lập Papua New Guinea    | Nữ vương              | Chế độ kế thừa con trưởng (không phân biệt nam nữ)          |
| Liên bang Saint Kitts và Nevis       | Nữ vương              | Chế độ kế thừa con trưởng (không phân biệt nam nữ)          |
| Saint Lucia                          | Nữ vương              | Chế độ kế thừa con trưởng (không phân biệt nam nữ)          |
| Saint Vincent và Grenadines          | Nữ vương              | Chế độ kế thừa con trưởng (không phân biệt nam nữ)          |
| Vương quốc Ả Rập Xê Út               | Quốc vương            | Chế độ kế thừa huynh đệ                                     |
| Đảo Solomon                          | Nữ vương              | Chế độ kế thừa con trưởng (không phân biệt nam nữ)          |
| Vương quốc Tây Ban Nha               | Quốc vương            | Chế độ kế thừa con trưởng (ưu tiên nam giới)                |
| Vương quốc Eswatini                  | Quốc vương            | Tuyển chọn                                                  |
| Vương quốc Thụy Điển                 | Quốc vương            | Chế độ kế thừa con trưởng (không phân biệt nam nữ)          |
| Nhà nước Qatar                       | Emir                  | Chế độ kế thừa con trưởng (chỉ chọn nam giới)               |
| Vương quốc Thái Lan                  | Quốc vương            | Chế độ kế thừa con trưởng (ưu tiên nam giới)                |
| Vương quốc Tonga                     | Quốc vương            | Chế độ kế thừa con trưởng (ưu tiên nam giới)                |
| Tuvalu                               | Nữ vương              | Chế độ kế thừa con trưởng (không phân biệt nam nữ)          |
| Các Tiểu vương quốc Ả Rập Thống nhất | Tổng thống            | Chế độ kế thừa con trưởng (chỉ chọn nam giới)               |
| Liên hiệp Anh và Bắc Ireland         | Nữ vương              | Chế độ kế thừa con trưởng (không phân biệt nam nữ)          |
| Thành quốc Vatican                   | Giáo hoàng            | Tuyển chọn                                                  |